# 吉拉·馬熱拉·阿涅洛
吉拉·馬熱拉·阿涅洛（葡萄牙語：Geraldo Majella Agnelo；1933年10月19日—2023年8月26日）是巴西籍天主教司鐸級樞機。也是薩爾瓦多總教區榮休總主教。

## 生平
阿涅洛於1933年10月19日在巴西東南部米納斯吉拉斯州的城市茹伊斯迪福拉出生。他於1957年6月29日在聖保羅總教區晉鐸。然後他前往羅馬宗座聖安瑟莫學院，在那裡獲得了神學博士學位。他在阿帕雷西達神學院教授哲學和在伊皮蘭加聖母無原罪神學院擔任教授。他亦有在庇護十一世神學院教授禮儀和聖事神學。
保祿·立德·阿恩斯樞機於1978年8月6日將他祝聖主教，教宗若望·保祿二世將他任命為巴西托萊多教區主教。他於1982年10月4日改任為隆德里納總教區總主教。1991年9月16日，他被任命為禮儀及聖事部秘書長。
他於1999年1月13日獲委任為薩爾瓦多總教區總主教，2001年2月21日獲擢升為司鐸級樞機。他於2011年1月12日榮休，穆里洛·施巴士坦·拉莫斯·克列傑爾接任薩爾瓦多總教區正權總主教。他現在是宗座移民暨觀光理事會及宗座教會文化資產委員會成員。
他曾參與2005年和2013年教宗選舉秘密會議，當時分別選出的是教宗本篤十六世和教宗方濟各。